# Friedrich G. Beckhaus
Friedrich Georg Beckhaus (Berlino, 11 dicembre 1927) è un attore e doppiatore tedesco.

## Biografia
Dopo gli studi di recitazione con Gustaf Gründgens a Düsseldorf, viene ingaggiato nei teatri di Amburgo e Berlino. Dagli anni '60 interpreta alcuni film e serie televisive, tra le quali spicca L'ispettore Derrick, il ruolo di Atan Shubashi nella serie science fiction Raumpatrouille – Die phantastischen Abenteuer des Raumschiffes Orion (1966) al fianco di Dietmar Schönherr, Eva Pflug, Claus Holm, Wolfgang Völz e Ursula Lillig.
Nel maggio 2019 riceve il premio Deutscher Preis für Synchron per il lavoro di doppiatore. Tra gli attori da lui doppiati si annoverano Ed Lauter, Donald Pleasence, Josef Sommer, Carl Reiner, Cliff Robertson, Klaus Kinski, Harry Dean Stanton, Ian Holm, Hector Elizondo, Frank Orth, Robert Duvall, Edward James Olmos in Miami Vice.